# Bode-Museum
Pour les articles homonymes, voir Bode.
Le Bode-Museum est un des musées de la ville de Berlin. Il se dresse à la pointe nord de l'île aux Musées, au bord de la Sprée, en plein centre de Berlin. À proximité du musée de Pergame. On y accède par le pont Monbijou (Monbijoubrücke en allemand). Au temps des deux Allemagnes, le Bode-Museum se trouvait, comme toute l'île aux Musées, en Allemagne de l'Est (RDA). Ses vastes salles rouvertes en 2006, à l'issue d'une longue restauration, offrent une remarquable collection de sculptures, du Moyen Âge à l'époque classique.

## Histoire du musée

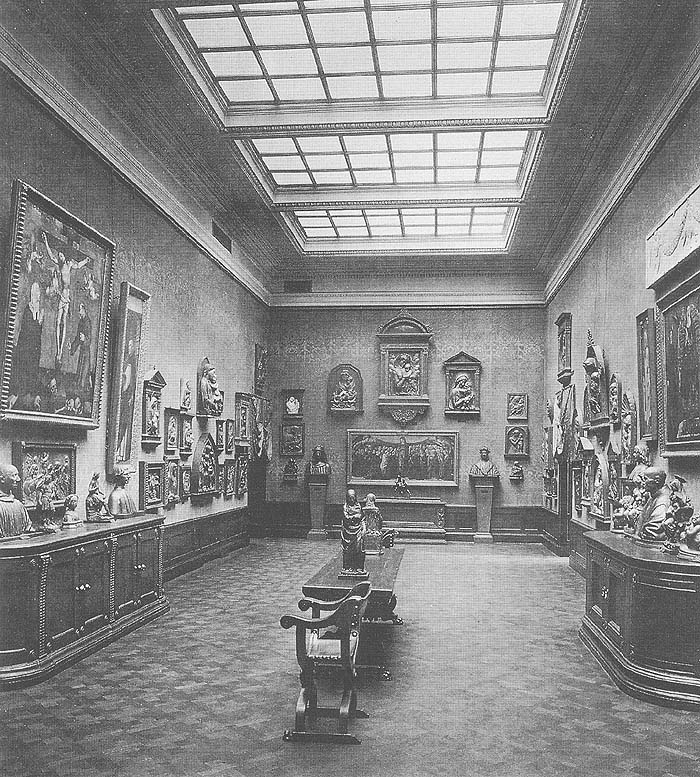
Photographie de la salle consacrée aux arts sacrés italiens en 1905.

Le Bode-Museum porte le nom de son premier conservateur, le directeur des Musées royaux, Wilhelm von Bode. Il est édifié de 1897 à 1904, d'après les plans de l'architecte berlinois Ernst Eberhard von Ihne.
Lors de son inauguration, en 1904, il porte le nom de Kaiser-Friedrich Museum en hommage à l'empereur Frédéric III, décédé en 1888. Celui-ci n'aura régné sur l'Empire allemand que quelques mois, mourant d'un cancer du larynx mal diagnostiqué. Conformément aux plans de Bode, le musée fut, dès son inauguration, destiné à recevoir les collections des différentes époques chrétiennes. 
Durant la Seconde Guerre mondiale (1939-1945), le bâtiment fut fort endommagé, à cause des bombardements massifs subis par Berlin. Le 6 mai 1945, peu de temps après l'entrée des troupes soviétiques dans la capitale du Reich, un incendie se déclare dans un entrepôt abritant de nombreuses œuvres d'art, le Flakturm Friedrichshain : ce lieu servait principalement à protéger les œuvres du fait des bombardements. L'incendie va durer jusqu'au 18 mai. Plus de 400 peintures et 300 sculptures sont ainsi détruites ou irrémédiablement endommagées. Le catalogue des œuvres ainsi disparues a pu être établi grâce aux inventaires photographiques établis depuis l'origine du musée. Parmi les œuvres disparues, l'on compte trois tableaux du Caravage, dont Saint Matthieu et l'Ange (1599). En 2015, le musée Bode accueille une exposition constituée autour de ces œuvres détruites. 
Après des remises en état successives dans les années 1948 à 1986, le Bode-Museum servit de lieu d'exposition à plusieurs collections.
Ce n'est qu'en 1956 que le musée prit officiellement le nom de Bode-Museum, du nom de son inspirateur spirituel, Wilhelm von Bode.
En 1999, l'UNESCO inscrivit la Museumsinsel (île aux musées) au patrimoine mondial de l'humanité. Cinq bâtiments furent alors concernés. Ainsi, c'est en compagnie de l'Altes Museum, du Neues Museum, de la Alte Nationalgalerie et du Pergamonmuseum que le Bode-Museum obtint le titre de « musée universel de la culture de l'humanité des origines à nos jours ». En conséquence, de 1999 à 2005, le musée subit une réfection complète, suivant des exigences très précises en matière de conservation du patrimoine. Après des dépenses de 162 millions d'euros, financées par la République fédérale d'Allemagne pour lui redonner sa splendeur d'origine et le doter d'équipements modernes (installations pour les personnes handicapées, installations pour la conservation des œuvres...), ce n'est finalement qu'en octobre 2006, que le Bode-Museum a rouvert ses portes.

## Les collections

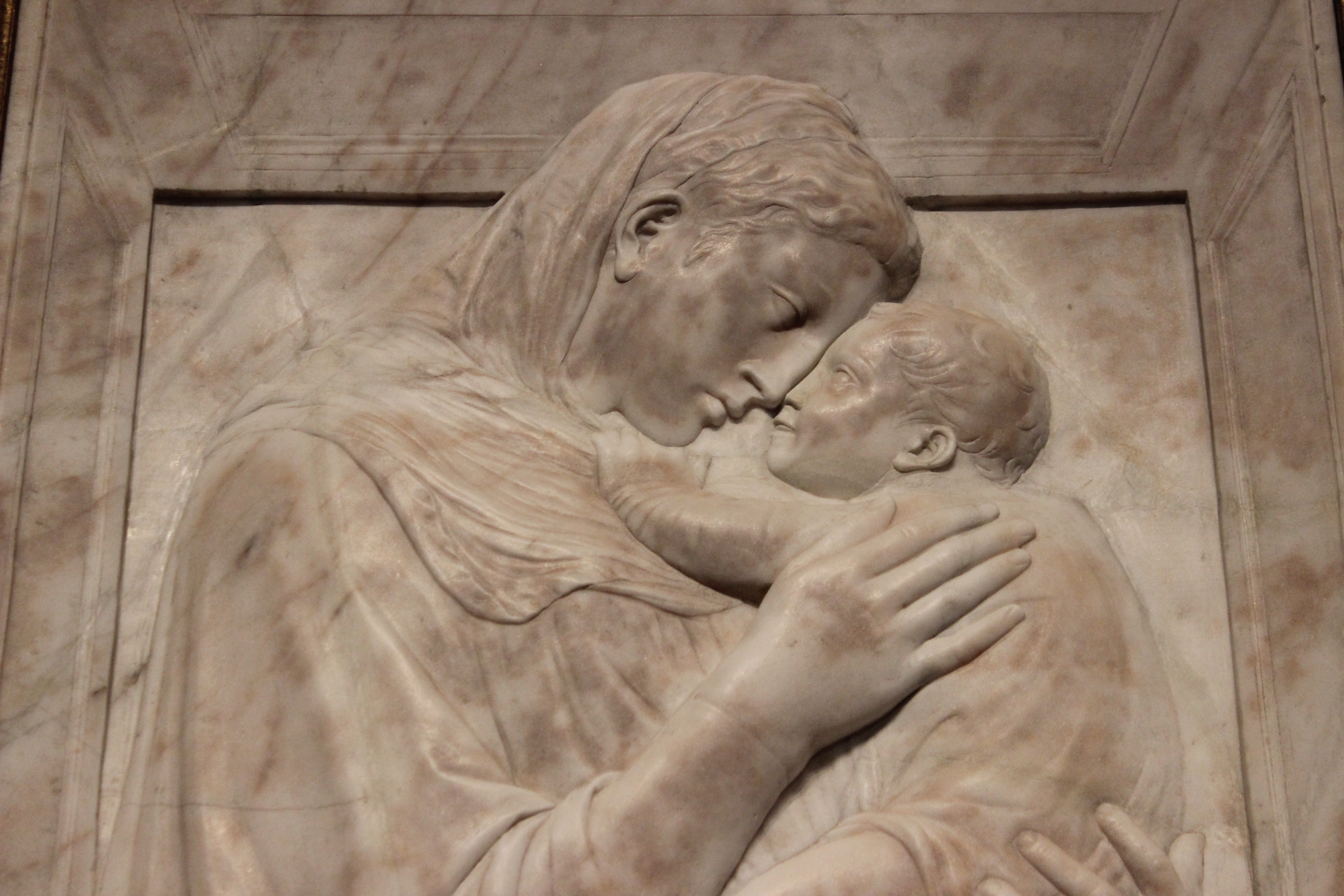
Donatello, Madone Pazzi (détail), Berlin, Bode-Museum.

Aujourd'hui, conformément à sa destination initiale, le musée abrite de nouveau la collection d'art byzantin, la collection des sculptures et le cabinet des médailles.

### La Collection des sculptures

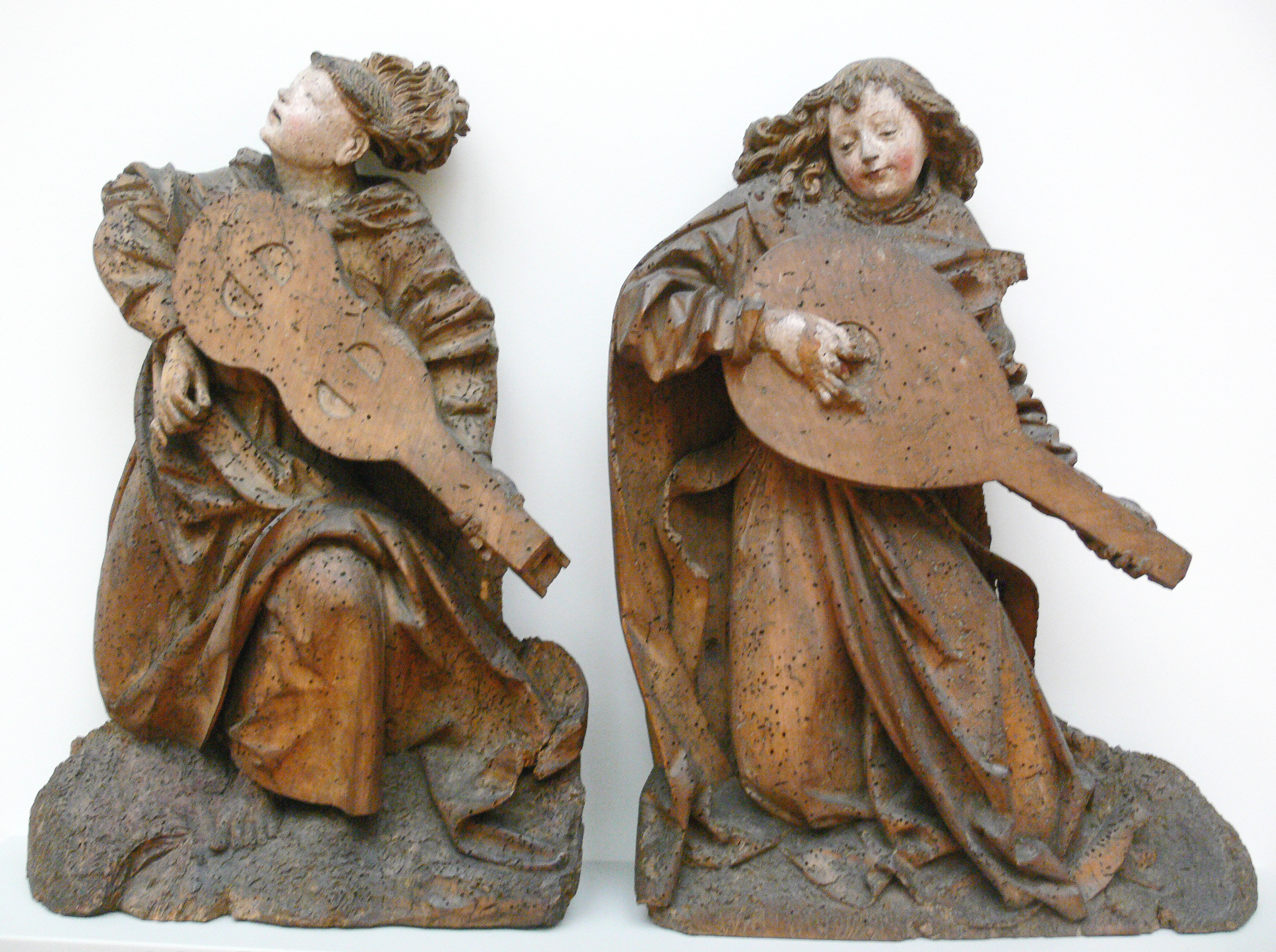
Anges à la vièle et au luth.
Sculpture sur bois de tilleul, Allemagne (v. 1490) - Musée de Bode, Berlin

Celle-ci compte parmi les plus importantes collections de sculptures anciennes au monde. Ses origines remontent à l'activité déployée par les princes-électeurs de Brandebourg-Prusse dans le domaine de l'art, en particulier entre 1640 et 1688. Par l'acquisition surtout de sculptures italiennes, Gustav Friedrich Waagen et en particulier Wilhelm von Bode complétèrent les collections déjà existantes. Leur objectif était de réaliser une présentation exhaustive de l'histoire de la sculpture européenne. Dans ce bâtiment conçu comme un musée de la Renaissance, la collection pouvait être présentée dans un cadre muséal tout à fait nouveau sur le plan historique : Une fois placées dans un environnement de reconstitutions architecturales historiques et de meubles choisis, ces œuvres d'art devaient faire ressentir aux visiteurs l'esprit de l'époque à laquelle elles avaient été conçues. L'accroissement rapide des collections entraina bientôt leur réorganisation. Le partage de Berlin après la Seconde Guerre mondiale renforça encore plus l'éclatement de cette Collection des sculptures. Après plusieurs années de dispersion, la collection se trouve aujourd'hui de nouveau réunie au Bode-Museum. Elle est notable notamment pour l'art allemand du Moyen-Âge et de la Renaissance (Riemenschneider, Nicolas de Leyde), et pour l'art italien (Donatello, Madone Pazzi ; Antonio Canova, Danseuse aux Cymbales).

### Le Musée d'art byzantin
Le musée possède une collection extraordinaire d'œuvres d'art datant de l'Antiquité tardive et de l'époque byzantine. C'est l'art de l'Empire romain d'Occident et de l'Empire byzantin du IIIe au XVe siècle qui constitue le point fort de cette collection, ainsi qu'un grand nombre d'icônes et d'objets post-byzantins. Ces œuvres d'art proviennent de presque toutes les régions du monde antique méditerranéen. Le caractère incomparable des collections berlinoises est dû à quatre aspects essentiels : des sarcophages et fragments de sarcophages provenant de Rome et datant de l'Antiquité tardive offrent un panorama de l'iconographie paléochrétienne. Le grand nombre de sculptures ornementales et historiées provenant de l'Empire romain d'Orient permet d'étudier la variété des styles, comme il est seulement possible de le faire au musée archéologique d'Istanbul. De précieuses sculptures sur ivoire et icônes en mosaïque témoignent du grand talent des artistes et des artisans de la cour byzantine. Des objets de la vie quotidienne (peignes, miroirs…) et de la religion chrétienne retrouvés en Égypte nous donnent une idée de la vie de tous les jours et des accessoires utilisés dans les rites liturgiques.

### Le Cabinet des médailles
Le cabinet des médailles a été constitué à la base par les collections des princes-électeurs de Brandebourg. Avec plus de 500 000 pièces, le Cabinet des médailles compte aujourd'hui parmi les plus importantes collections numismatiques au monde. Les expositions ne présentent qu'une partie infime de l'ensemble. Le musée de Pergame abrite 1 500 pièces antiques de tout premier ordre. Dans le cadre de quatre cabinets contenant 4 000 monnaies et médailles, l'exposition du Bode-Museum présente, au deuxième étage, une chronique métallique de l'humanité, couvrant les débuts de la frappe des monnaies au VIIe siècle av. J.-C. Toutes les pièces exposées sont expliquées dans un catalogue numismatique interactif. Les trésors présentés dans le Cabinet des médailles peuvent être examinés après un enregistrement préalable dans la salle d'étude située au sous-sol du Bode-Museum où se trouve aussi la bibliothèque spéciale de numismatique.

## L'architecture du musée

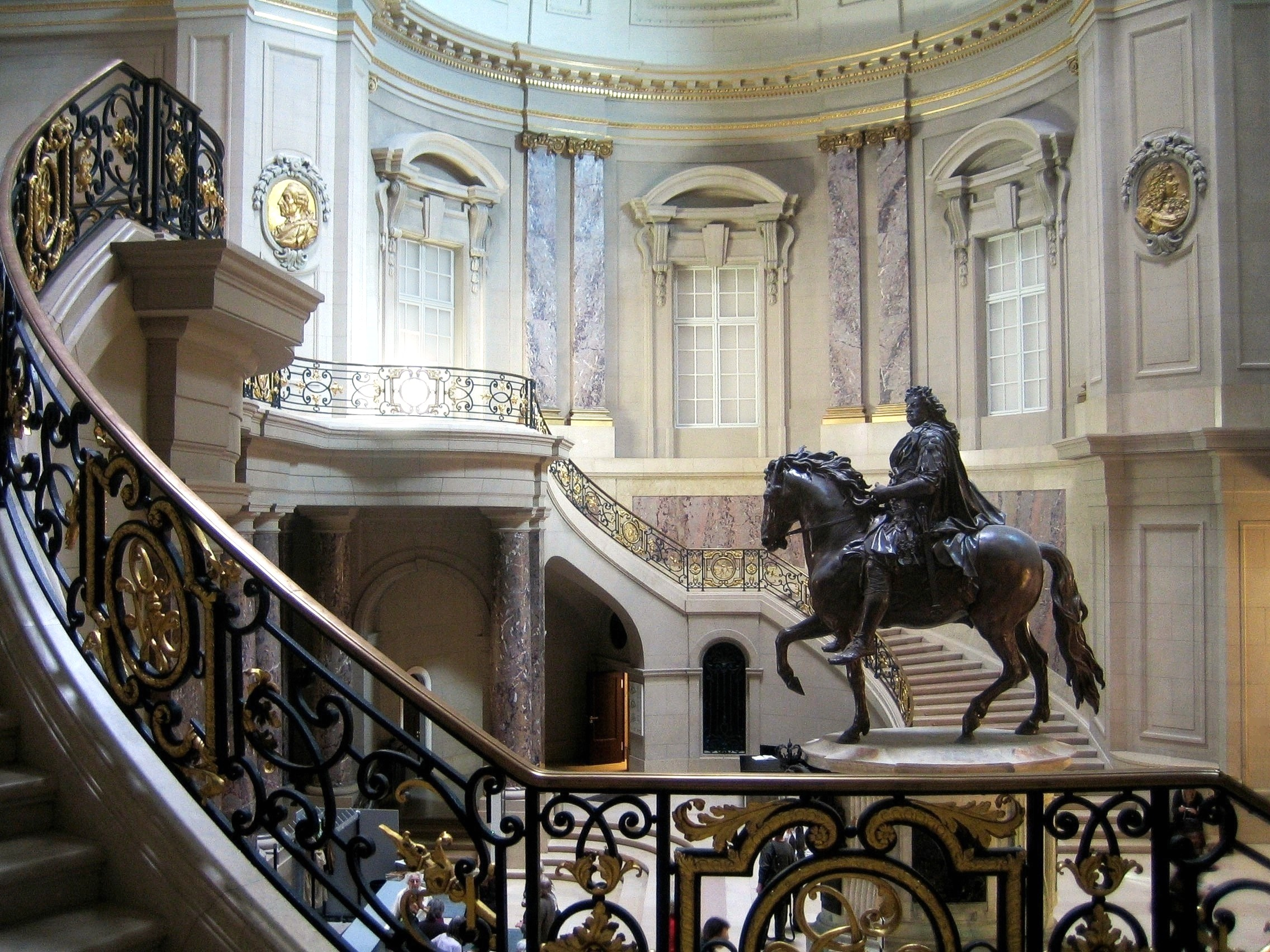
Statue équestre de Frédéric III de Brandebourg dans le hall d'entrée.

Comme beaucoup de monuments de Berlin, le Bode-Museum est doté d'une magnifique coupole en verre surplombant le hall d'entrée. Dans cette même entrée, est installée une statue équestre du Grand Électeur Frédéric III de Brandebourg, semblable à celle de Louis XIV du château de Versailles.
Le reste du musée jouit, lui aussi, d'une architecture magnifique. Le musée contient, en effet, de nombreuses salles aux plafonds chargés, des escaliers imposants et des boiseries raffinées. 
De récentes rénovations sont parvenues à mêler d'anciens éléments architecturaux aux nouvelles mises en forme du musée.

## Cambriolage
Le 27 mars 2017, vers 3 h 30, la Big Maple Leaf (en), une médaille en or massif de 100 kilos, à l'effigie de la reine Élisabeth II, et émise par la Monnaie royale canadienne, a été dérobée. Avec une pureté en or de 99,999 %, d'un diamètre de 53 centimètres et épaisse de 3 centimètres, la pièce a une valeur faciale estimée à 3,7 millions d’euros. Frappée en six exemplaires en 2007, elle était la seule médaille en exposition publique. La pièce dérobée avait été prêtée au musée en 2010 par un propriétaire privé inconnu, et y était exposée dans le Münzkabinett  (Cabinet des médailles), jusqu'à ce qu'elle soit volée. En juillet 2017, des perquisitions de la police berlinoise ont eu lieu, suivies de quatre arrestations. Les suspects, appartenant à une communauté d'origine libanaise, ont été placés en détention provisoire en novembre 2017. La police, ayant retrouvé de la poussière d'or, suppose que la pièce a été endommagée pendant le vol ou que les voleurs l'ont déjà découpée en morceaux et fondue. Mi-juillet 2018, le bureau du procureur de Berlin a annoncé avoir procédé à la saisie conservatoire de soixante-dix-sept propriétés, pour une valeur totale de dix millions d'euros. Ces biens, aux noms d'hommes de paille, appartiennent à la communauté libanaise mise en cause, et auraient été financés par la criminalité organisée,. Le 20 février 2020, les deux prévenus ont été reconnus coupables de vol de pièces par le tribunal de grande instance de Berlin (de) et condamnés chacun à quatre ans et demi de prison ; un ancien gardien de sécurité complice à trois ans et quatre mois de prison. Le quatrième prévenu a été acquitté par le tribunal. Le tribunal a également ordonné la confiscation de biens d'un total de 3,4 millions d'euros.

## Informations pratiques

### Accès
Pour accéder au Bode-Museum, il suffit de prendre l'un des nombreux U-Bahn (métros), S-Bahn (RER) ou bus qui desservent l'île aux musées. La station de tramway la plus proche est Hackescher Markt.